# Réserve naturelle de Sary-Chelek
La réserve naturelle de Sary-Chelek est située dans la province de Djalal-Abad, dans l'ouest du Kirghizistan. La réserve a été créée en 1959 et a été désignée réserve mondiale de la biosphère par l'UNESCO en 1978. La réserve est située à des altitudes comprises entre 1 200 et 4 250 mètres.

## Géographie
La réserve naturelle de Sary-Chelek se trouve à environ 60 kilomètres au nord -ouest de la ville de Tash-Kumyr. La réserve occupe actuellement 23 868 hectares (superficie totale), 18 080 hectares (superficie principale) et 2 394 hectares (zone de transition). Il est divisé en deux sections Arkyt et Sary-Chelek et entouré d'une zone tampon.

## Description
La partie centrale de la réserve naturelle de Sary-Chelek contient 6 petits lacs: Kylaa-Kel, Aram-Kel, Cheychek-Kol, Bakaly-Kel et Chacha-Kel. Il y a aussi un lac relativement grand, le lac Sary-Chelek.
L'humidité relative moyenne est d'environ 60 %, et les précipitations annuelles sont d'environ 817 millimètres dans la réserve naturelle de Sary-Chelek.